# Mahō sensō
Mahō sensō (魔法戦争? lett. "Guerra magica") è una serie di light novel scritta da Hisashi Suzuki ed illustrata da Lunalia, pubblicata in dodici volumi da Media Factory, sotto l'etichetta MF Bunko J, tra novembre 2011 e settembre 2015. Un adattamento manga di Yū Ibuki è stato serializzato sul Monthly Comic Gene di Media Factory dal 15 aprile 2013 al 15 giugno 2015. Un adattamento anime di dodici episodi, prodotto dalla Madhouse, è stato trasmesso in Giappone tra il 9 gennaio e il 27 marzo 2014.

## Trama
Takeshi Nanase è un normale liceale che un giorno trova svenuta per terra nel campus della scuola Mui Aiba, una ragazza dall'uniforme scolastica mai vista prima d'ora. Al risveglio, Mui rivela a Takeshi di essere una maga, chiedendogli scusa per aver trasformato per errore in un mago pure lui. Takeshi scoprirà infatti che in realtà esistono due mondi: quello degli umani e quello dei maghi.

## Personaggi

### Personaggi principali

I protagonisti nella serie anime. Da sinistra: Kazumi, Kurumi, Takeshi e Mui

Takeshi Nanase (七瀬 武?, Nanase Takeshi)
Doppiato da: Mamoru Miyano
Il protagonista maschile. Un liceale, pratica il kendō in cui ha molto talento e ha un carattere serio. Takeshi ha un rapporto piuttosto freddo con la sua famiglia e finge di avere una relazione con l'amica d'infanzia Kurumi. Quest'ultima si rivela essere uno dei motivi principali del conflitto tra lui e il suo fratello minore, Gekkō. Fin dall'inizio delle scuole medie, ha scelto di non chiamare Kurumi per nome, ma bensì "Isoshima-san", che però viene considerato dalla ragazza come un termine fin troppo educato e distante per due persone che si conoscono da molto tempo. Takeshi diventa un mago dopo che Mui lo ha esposto involontariamente alla magia poco dopo il loro primo incontro. Dopodiché gli viene offerto di scegliere se tornare nel mondo reale con la magia sigillata definitivamente oppure di continuare la sua carriera di mago, accetta quest'ultima opzione assieme a Kurumi e Ida, e con loro si iscrive all'Accademia Magica Subaru. La sua magia è di tipo Evasivo e il suo Aspect (lo strumento che permette ai maghi di proiettare il loro potere) è una particolare spada con la lunghezza e il peso approssimativi a quelli di una spada di kendo, il cui nome è "Twilight", la quale in passato aveva come proprietario uno dei 15 "Grandi Maghi". Perde la sua arma dopo il primo combattimento con Gekkō, dopo che questi lo ha sconfitto giocando d'astuzia. Sembra provare molto affetto nei confronti di Kurumi, sebbene non nella stessa misura della ragazza, inoltre mostra di essere conscio del fatto che Nui provi del tenero per lui, dato che si ricorda di interrompere la promessa della falsa relazione con Kurumi dopo aver trovato una persona di cui si sarebbe innamorato veramente e spiega questo dettaglio direttamente a Nui.
Mui Aiba (相羽 六?, Aiba Mui)
Doppiata da: Nao Tōyama
Una delle protagoniste femminili. Una maga che viene trovata da Takeshi priva di forze e che successivamente l'ho trasforma in mago dandogli sbadatamente un bacio sulle labbra. Fa uso della magia dell'Accelerazione e sta cercando un modo per liberare il fratello maggiore dall'influenza dei Trailer. Quando Takeshi e i suoi amici si iscrivono all'Accademia Magica Subaru, come punizione Mui viene trasferita alla Classe C, benché ella sia appartenente alla Classe S, sia in teoria che in magia pratica. Il suo Aspect è una pistola che ha chiamato "Arthur", prova dei sentimenti d'amore per Takeshi da quando si sono baciati nell'infermeria della scuola.
Kurumi Isoshima (五十島 くるみ?, Isoshima Kurumi)
Doppiata da: Asami Seto
L'altra protagonista femminile. Kurumi è l'amica d'infanzia di Takeshi ed è la sua finta fidanzata. È diventata una maga durante lo scontro tra Takeshi e maghi dei Trailer e ha così ottenuto la magia della Trasformazione. Il suo Aspect è un rossetto. È una ragazza bellissima, soggetta fin da quando era più piccola a numerose confessioni d'amore da parte di numerosi ragazzi, la cosa nel tempo ha cominciato a sfociare in qualcosa di più inquietante, venendo addirittura cercata da alcuni studenti universitari. Dopo essere stata vittima di un'esperienza traumatizzante causata da uno stalker, chiese a Takeshi, che considerava l'unico ragazzo di cui si potesse fidare, di fingere di essere il suo fidanzato in modo da tenere gli altri lontano da lei. Questo accordo doveva durare fino a quando uno dei due non avesse trovato una persona di cui sarebbe innamorato veramente. Nonostante finga di avere una relazione con Takeshi, i suoi sentimenti sono genuini e desidera instaurare con lui un vero rapporto di coppia. Il suo passato traumatico, la complessa relazione e gli affetti che dimostrerà nei confronti di Takeshi, Gekkō e Takao Oigami sono tra i punti cardine che mandano avanti la trama. In seguito Kurumi diventa la ragione per cui Takeshi vuole sviluppare al meglio le sue abilità per combattere contro Gekkō. Ad un certo punto incontra Kazuma Ryuusenji, il leader dei Trailer, il quale le rivela alcune importanti verità.
Kazumi Ida (伊田 一三?, Ida Kazumi)
Doppiato da: Ken'ichi Suzumura
L'amico di Takeshi, ha l'aspetto di un punk, si comporta da duro, ha i capelli a punta e porta gli orecchini e un anello a forma di teschio. In realtà è di buon cuore, molto spensierato e ha il complesso della sorella nei confronti della sua sorellina. Diventa un mago nello stesso confronto con i Trailer, nel quale anche Kurumi rimane coinvolta, e diviene così in grado di utilizzare la magia della Distruzione, che gli consente di produrre delle fiamme. Il suo Aspect è un anello.

### Accademia magica Subaru
Momoka Shijō (四条 桃花?, Shijō Momoka)
Doppiata da: Mikako Takahashi
La direttrice della'Accademia Magica Subaru.
Makoto Hitōji (一氏 誠?, Hitōji Makoto)
Doppiato da: Takayuki Yamaguchi
Insegnante privato di Takeshi e amici.
Nanami Hyōdō (兵頭 七海?, Hyōdō Nanami)
Doppiata da: Ayumi Tsunematsu
L'infermiera della scuola, idolatra spesso Momoka.
Pops (おやっさん?, Oyassan)
Doppiato da: Hiroshi Shirokuma
Il fornitore di armi dell'Accademia.
Violet North (ヴァイオレット・ノース?, Vaioretto Nōsu)
Doppiata da: Atsuko Tanaka
L'insegnante di inglese dell'Accademia che ogni tanto legge la fortuna tramite dei tarocchi. Durante una di queste letture incappa in Kurumi e quest'ultima comincia a sviluppare dei dubbi nei confronti di Takeshi. Viene poi rivelato che Violet non è altri che un membro dei Trailer, dato che uccide un intero gruppo di maghi dei Wizard Brace per mantenere segreta la sua identità. Kippei si riferisce a lei semplicemente come "V", e sembra diffidare della sua forza magica. La sua posizione come insegnante e cartomante le hanno permesso di raccogliere numerose informazioni, oltre a ciò è riuscita ad influenzare diversi studenti, facendoli agire per il volere dei Trailer (ad esempio diffondendo informazioni false o raggirandoli) oppure cercando di farli passare dalla propria parte.

### Ghost Trailer
Gekkō Nanase (七瀬 月光?, Nanase Gekkō)
Doppiato da: Nobuhiko Okamoto
Il fratello minore di Takeshi e l'antagonista principale. In passato era una persona allegra e amichevole che andava d'accordo con il fratello. Entrambi praticavano l'arte del kendo ed erano amici d'infanzia di Kurumi, di cui Gekkō era ossessionato. La relazione tra i due fratelli però si inasprì dopo che Gekkō parlò a Takeshi della sua nuova "relazione" con Kurumi, accusandolo di sfruttare il suo stato di vulnerabilità causato dopo l'incidente dello stalker. Quando Takeshi corse dietro al fratello per spiegargli come stavano veramente le cose, Gekkō venne investito da un'auto. L'incidente causò danni permanenti ad una delle gambe di Gekkō e questo lo costrinse a lasciare il kendo: l'unica cosa in cui era migliore del fratello maggiore. Il risentimento di Gekkō per suo fratello si trasformò progressivamente in odio, ed iniziò ad incolparlo di avergli rubato tutto (prima Kurumi e poi il kendo), così dopo anni di abusi mentali, Takeshi decise di "fuggire" in una nuova scuola, ovvero l'Accademia Magica Subaru. Gekkō decide così di seguire Takeshi all'Accademia, con gran sorpresa di quest'ultimo e di Kurumi, e si rivela essere un mago capace di lanciare magie molto potenti e distruttive. È diventato un mago grazie all'aiuto di Washizu. Durante l'attacco dei Trailer all'Accademia, dimostra di essere caratterizzato da una personalità vendicativa, accompagnata da una profonda arroganza (sostiene di essere superiore a suo fratello), e desidera più di ogni altra cosa ferire Takeshi e portargli via tutto ciò che gli è caro. Tramite l'astuzia e la forza riesce ad impossessarsi della Gun Sword "Twilight" di Takeshi, successivamente in un secondo scontro tenutosi nella loro città natale, Gekkō verrà sconfitto e l'arma tornerà al suo legittimo proprietario.
Tsuganashi Aiba (相羽 十?, Aiba Tsuganashi)
Doppiato da: Toshiyuki Morikawa
Il fratello maggiore di Mui, i cui ricordi sono stati cancellati dai Ghost Trailers. Sta dando la caccia a Mui perché gli è stato affidato il compito di portarla dalla parte dei Ghost Trailer, motivo per cui quest'ultima è fuggita nel mondo reale, dove ha incontrato Takeshi e i suoi amici.
Takao Oigami (狼神 鷹雄?, Oigami Takao)
Doppiato da: Jun Fukuyama
Un membro dei Trailer, utilizzo la magia di tipo Evasivo, come Takeshi. Dopo che lui e Hotaru vennero sconfitti, furono arrestati dall'Accademia Magica Subaru. In seguito forma uno stretto legame con Kurumi e la chiama persino per nome, causando l'ira di Takeshi (il quale continua a riferirsi alla ragazza come "Isoshima-san", ovvero il cognome).
Hotaru Kumagai (熊谷 蛍?, Kumagai Hotaru)
Doppiata da: Saki Fujita
Un membro femminile dei Trailer che viene spesso scambiato per un ragazzo, è un'amica intima di Oigami. Dopo essere stata battuta da Ida, lei e Takao vengono detenuti all'Accademia Magica Subaru.
Tendō Ushiwaka (牛若 天道?, Ushiwaka Tendō)
Doppiato da: Toshiki Masuda
Un membro dei Trailer che ha perso la sua magia dopo aver attaccato in modo avventato Mui e Kurumi mentre si trovava nel mondo reale.
Kippei Washizu (鷲津 吉平?, Washizu Kippei)
Doppiato da: Kazuya Nakai
Un membro di alto rango dei Trailer, secondo solamente a Kazuma di cui è un grande amico. È un ottimo leader, caratterizzato da una grande potenza nel combattimento magico, inoltre è sia sadico che astuto.
Kazuma Ryūsenji (竜泉寺 和馬?, Ryūsenji Kazuma)
Doppiato da: Daisuke Namikawa
Il capo dei Ghost Trailer che crede che i maghi siano superiori agli umani normali. È scomparso nel nulla e viene creduto morto, dal momento che ha lanciato l'incantesimo "Last Requiem" durante la Grande Guerra Magica che ebbe luogo 16-17 anni prima dell'inizio della storia. Viene poi rivelato che è Takeshi proveniente da un'altra linea temporale che non è riuscito a cambiare il futuro più di una volta, provocando così un infinito paradosso di eventi, causando così il ritorno in vita di Gekkō quando Takeshi ha iniziato a combattere nella prima guerra.

### Altri personaggi
Futaba Ida (伊田 二葉?, Ida Futaba)
Doppiata da: Akane Fujita
La sorellina di Kazumi, è entrata nell'età della ribellione. In passato Takeshi la salvò da un paio di teppisti che la stavano molestando, sulla scena si presentò anche il fratello Kazumi, in ritardo, il quale dopo essersi fatto spiegare da Futaba come erano andate le vicende, comincia a provare un forte rispetto nei confronti di Takeshi, sebbene quest'ultimo sembra aver dimenticato tale evento. Si iscrive alla divisione della scuola elementare dell'Accademia Magica Subaru dopo aver avuto un incidente con il fratello che durante le vacanze primaverili l'ha trasformata involontariamente in una maga.
Yōko Nanase (七瀬 陽子?, Nanase Yōko)
Doppiata da: Ami Nanase
La madre di Takeshi e Gekkō. Dall'incidente di quest'ultimo, assume un atteggiamento freddo e distaccato nei confronti di Takeshi. È una persona molto riservata, tanto che entrambi i figli sono all'oscuro del suo passato, nonché dei segreti che si porta appresso. Un tempo Yōko un'insegnante presso l'Accademia Magica Subaru ed era membro dei 15 "Grandi Maghi" dei Wizard Brace, una comunità di maghi che credeva nella convivenza pacifica tra gli umani mortali, che decise di dividere il mondo in due per impedire il verificarsi di un "Last Requiem" che avrebbe potuto uccidere tutti i non maghi.

## Media

### Light novel
La serie è stata scritta da Hisashi Suzuki con le illustrazioni di Lunalia. Il primo volume è stato pubblicato dalla Media Factory, sotto l'etichetta MF Bunko J, il 25 novembre 2011, mentre l'ultimo il 25 settembre 2015.
| Nº | Data di prima pubblicazione | Data di prima pubblicazione | Data di prima pubblicazione |
| Nº | Giapponese                  | Giapponese                  |                             |
| -- | --------------------------- | --------------------------- | --------------------------- |
| 1  | 25 novembre 2011            | ISBN 978-4-04-066445-3      |                             |
| 2  | 23 marzo 2012               | ISBN 978-4-04-066446-0      |                             |
| 3  | 24 agosto 2012              | ISBN 978-4-04-066447-7      |                             |
| 4  | 25 dicembre 2012            | ISBN 978-4-04-066448-4      |                             |
| 5  | 25 marzo 2013               | ISBN 978-4-04-066449-1      |                             |
| 6  | 25 settembre 2013           | ISBN 978-4-04-066626-6      |                             |
| 7  | 9 gennaio 2014              | ISBN 978-4-04-066205-3      |                             |
| 8  | 25 marzo 2014               | ISBN 978-4-04-066378-4      |                             |
| 9  | 25 agosto 2014              | ISBN 978-4-04-066953-3      |                             |
| 10 | 23 gennaio 2015             | ISBN 978-4-04-067313-4      |                             |
| 11 | 24 aprile 2015              | ISBN 978-4-04-067472-8      |                             |
| 12 | 25 settembre 2015           | ISBN 978-4-04-067747-7      |                             |

### Manga
L'adattamento manga di Yū Ibuki è stato serializzato sulla rivista Monthly Comic Gene della Media Factory dal 15 aprile 2013 al 15 giugno 2015. Sei volumi tankōbon sono stati pubblicati tra il 27 settembre 2013 e il 27 agosto 2015.

#### Volumi
| Nº | Data di prima pubblicazione | Data di prima pubblicazione | Data di prima pubblicazione |
| Nº | Giapponese                  | Giapponese                  |                             |
| -- | --------------------------- | --------------------------- | --------------------------- |
| 1  | 27 settembre 2013           | ISBN 978-4-8401-5317-1      |                             |
| 2  | 9 gennaio 2014              | ISBN 978-4-04-066241-1      |                             |
| 3  | 27 marzo 2014               | ISBN 978-4-04-066512-2      |                             |
| 4  | 27 agosto 2014              | ISBN 978-4-04-066839-0      |                             |
| 5  | 27 gennaio 2015             | ISBN 978-4-04-067254-0      |                             |
| 6  | 27 agosto 2015              | ISBN 978-4-04-067579-4      |                             |

### Anime
Mahō sensō è uno dei cinque adattamenti anime annunciati al festival scolastico estivo della Media Factory il 28 luglio 2013. La serie televisiva, prodotta dalla Madhouse e diretta da Yūzō Satō, è andata in onda dal 9 gennaio al 27 marzo 2014. Le sigle di apertura e chiusura sono rispettivamente Senkō no prisoner (閃光のPRISONER?) di Yūka Nanri e Born To Be di Nano. In America del Nord i diritti di distribuzione digitale ed home video sono stati acquistati dalla Sentai Filmworks, mentre negli Stati Uniti, Canada, Regno Unito, Irlanda, Sudafrica, Australia e Nuova Zelanda gli episodi sono stati trasmessi in streaming, in contemporanea col Giappone, da Crunchyroll.

#### Episodi
| Nº | Titolo italiano (traduzione letterale) Giapponese 「Kanji」 - Rōmaji                                | In onda          | In onda |
| Nº | Titolo italiano (traduzione letterale) Giapponese 「Kanji」 - Rōmaji                                | Giapponese       |         |
| 1  | La ragazza magica di mezza estate 「真夏の魔法少女」 - Manatsu no mahō shōjo                        | 9 gennaio 2014   |         |
| 2  | Un altro mondo 「もうひとつの世界」 - Mō hitotsu no sekai                                           | 16 gennaio 2014  |         |
| 3  | L'accademia magica e le fortune d'amore 「マジックアカデミーと愛運勢」 - Majikkuakademī to ai unsei | 23 gennaio 2014  |         |
| 4  | Mui e Tsuganashi del mondo in rovina 「崩壊世界の六と十」 - Hōkai sekai no Mui to Tsuganashi        | 30 gennaio 2014  |         |
| 5  | Prove magiche e vacanze invernali 「魔法試験と冬休み」 - Mahō shiken to fuyuyasumi                  | 6 febbraio 2014  |         |
| 6  | Battaglia e recupero 「激闘と奪還」 - Gekitō to dakkan                                              | 13 febbraio 2014 |         |
| 7  | Il segreto della spada magica 「魔剣の秘密」 - Maken no himitsu                                     | 20 febbraio 2014 |         |
| 8  | L'oscurità dei Wizard Brace 「ウィザードブレスの闇」 - Wizādo Buresu no yami                        | 27 febbraio 2014 |         |
| 9  | Preludio alla distruzione 「崩壊への序曲」 - Hōkai e no jokyoku                                     | 6 marzo 2014     |         |
| 10 | Confini che scompaiono 「消された境界」 - Kesareta kyōkai                                           | 13 marzo 2014    |         |
| 11 | La battaglia di Pendragon 「ペンドラゴンの決戦」 - Pendoragon no kessen                             | 20 marzo 2014    |         |
| 12 | Sparito da questo mondo 「世界からの消失」 - Sekai kara no shōshitsu                                | 27 marzo 2014    |         |